# Angie Cepeda
Angélica Maria Cepeda Jiménez (n. 2 august 1974, Cartagena de Indias, Columbia), mai cunoscută ca Angie Cepeda, este o actriță columbiană, care este, probabil, cel mai cunoscută pentru rolurile din telenovela Pobre Diabla și din filmele Pantaleón y las visitadoras și Love in the Time of Cholera. Ea este sora mai mică a actriței Lorna Paz.

## Primii ani și viața personală
Cepeda s-a născut în Cartagena de Indias, Columbia, și a crescut în Barranquilla. După ce părinții ei au divorțat ea a locuit cu mama ei și cu cele două surori mai mari (dintre care una este actrița Lorna Paz). Cepeda a avut o relație de dragoste cu cântărețul Diego Torres din 1996 până în 2004.

## Cariera
După ce și-a descoperit vocația pentru teatru, ea s-a mutat la Bogota. A început să urmeze cursuri de teatru, fiind contractată în acea perioadă de o companie de bere pentru care a realizat câteva reclame. Apoi a jucat câteva roluri mici în mai multe telenovele și filme în Columbia. 
Cepeda a primit un rol în telenovela Las Juanas, jucând alături de Susana Torres și atrăgând atenția unor producători de televiziune care i-au oferit roluri în telenovele. A jucat rolul principal în Luz Maria (1998), alături de Christian Meier și Rosalinda Serfaty, și rolul Fiorella Morelli Flores de Mejía Guzmán în Pobre Diabla (2000), alături de Salvador del Solar și Santiago Magill.
În lumea cinematografică, regizorul peruan Francisco Lombardi a convins-o să interpreteze o prostituată poreclită „La Colombiana” în filmul Pantaleón y las Visitadoras. 

## Filmografie
| An   | Titlu                              | Format      | Rol                      | Observații                                        |
| ---- | ---------------------------------- | ----------- | ------------------------ | ------------------------------------------------- |
| 1993 | La maldición del paraíso           | serial TV   | Laura                    |                                                   |
| 1993 | Crónicas de una generación trágica | miniserie   | Merceditas Nariño        |                                                   |
| 1995 | Sólo una mujer                     | serial TV   | Carolina Altamirano      |                                                   |
| 1995 | Candela                            | serial TV   | Candelaria Daza          |                                                   |
| 1996 | Ilona llega con la lluvia          | film        | Zulema                   | Cartagena Film Festival Award for Best Newcomer   |
| 1997 | Las Juanas                         | serial TV   | Juana Valentina Salguero |                                                   |
| 1998 | Luz María                          | serial TV   | Luz María Camejo         |                                                   |
| 1999 | Pantaleón y las visitadoras        | film        | La Colombiana            |                                                   |
| 2000 | Pobre diabla                       | serial TV   | Fiorella Morelli         |                                                   |
| 2001 | Leyenda de Fuego                   | film        | Cecilia                  |                                                   |
| 2002 | El destino no tiene favoritos      | film        | María                    |                                                   |
| 2003 | Sammy y yo                         | film        | Mary                     | Viña del Mar Film Festival Award for Best Actress |
| 2004 | Il paradiso all'improvviso         | film        | Amaranta/Anna            |                                                   |
| 2005 | Love for Rent                      | film        | Sofía García             |                                                   |
| 2005 | Vientos de agua                    | serial TV   | Mara                     |                                                   |
| 2005 | Oculto                             | film        | Natalia                  |                                                   |
| 2006 | El muerto                          | film        | María                    |                                                   |
| 2006 | Love in the Time of Cholera        | film        | Widow Nazareth           |                                                   |
| 2007 | De paso                            | scurtmetraj | Marina                   |                                                   |
| 2008 | Fuera de lugar                     | serial TV   | Luz                      |                                                   |
| 2009 | Privateer                          | scurtmetraj | Catherine                |                                                   |
| 2010 | Los protegidos                     | serial TV   | Jimena García Cabrera    | (2010–2012)                                       |
| 2011 | Heleno                             | film        | Diamantina               |                                                   |
| 2012 | Pablo Escobar, El Patrón del Mal   | serial TV   | Regina Parejo            |                                                   |
| 2012 | Exposados                          | serial TV   | Vera                     |                                                   |
| 2013 | A Night in Old Mexico              | film        | Patty Wafers             |                                                   |
| 2014 | The Vanished Elephant              | film        | Mara de Barclay          |                                                   |
| 2015 | Wild Horses                        | film        | Maria Gonzales           |                                                   |
| 2016 | The Seed of Silence                | film        | María del Rosario Durán  |                                                   |

## Premii și nominalizări
| An   | Premiul                               | Categorie              | Munca                     | Rezultatul   |
| ---- | ------------------------------------- | ---------------------- | ------------------------- | ------------ |
| 1996 | Festivalul de Film de la Cartagena    | Cea mai bună debutantă | Ilona llega con la lluvia | Nominalizare |
| 2004 | Festivalul de Film de la Viña del Mar | Cea mai bună actriță   | Sammy y yo                | Câștigat     |